# Муса ибн Нусайр
Абу Абдуррахман Муса ибн Нусайр аль-Лахми, известный как Муса ибн Нусайр (араб. موسى بن نصير‎;
около 640 — около 716) — государственный деятель Арабского халифата, полководец, покоритель Магриба и Андалусии.

## Биография

### Происхождение и начало карьеры
Его полное имя: Абу Абдуррахман Муса ибн Нусайр ибн Абдуррахман ибн Зайд аль-Лахми аль-Бакри.
Сын вольноотпущенника, приближённого наместника Египта Абд аль-Азиза ибн Марвана (сына халифа Марвана I), который оказывал покровительство и Мусе ибн Нусайру. По протекции Абд аль-Азиза халиф Абд аль-Малик назначил Мусу ибн Нусайра управляющим по сбору хараджа в Басру. В результате обнаружения недостачи в поступлении налогов с Басры Муса был обвинён в хищении и приговорён к выплате большой суммы штрафа. Абд аль-Азиз помог Мусе, выплатив штраф, а затем способствовал назначению Мусы ибн Нусайра наместником провинции Ифрикия.

### Наместник Ифрикии
Муса ибн Нусайр заступил на пост наместника около 705 года (или 703 года), сменив Хасана ибн аль-Нумана. Муса стал первым самостоятельным наместником Ифрикии, независимым от правителей Египта. Его главной целью было окончательное покорение берберских племён Ифрикии и Магриба и упрочение власти халифа на завоёванных землях. Муса ибн Нусайр в 706—709 годах совершил походы против берберских племён Магриба и подчинил большую их часть арабской власти. Его войска дошли до Атлантического океана на Западе, достигли оазисов Тафилальта и Сиджильмасы, захватили Танжер и Сус. Но под Септемом (Сеутой) арабы потерпели неудачу, город остался под контролем наместника Юлиана, который был подданным вестготского короля или византийского императора. Подвластная арабам территория теперь стала охватывать земли современных Туниса, северного Алжира и большей части Марокко.
В отличие от предшественника, Муса проводил более дипломатичную политику в отношении берберских племён, договариваясь с их вождями. Но в религиозном отношении Муса проявлял жёсткость и добивался распространения мусульманства среди берберов. Многие берберы принимали ислам и вошли в состав мусульманской армии.
Важным вопросом оставалось противодействие византийскому флоту, который господствовал в Западном Средиземноморье. Для этого Муса начал создание собственного арабского флота.

### Покорение Испании

Испания в 711—714 годах

В 710 году Муса ибн Нусайр начал попытки вторжения на Пиренейский полуостров. Располагавшееся на нём Вестготское королевство было ослаблено внутренними противоречиями, часть знати находилась в оппозиции королю Родериху. Летом 710 небольшой арабский отряд Тарифа ибн Маллука совершил набег на вестготские земли. Муса ибн Нусайр заключил соглашение с правителем Сеуты Юлианом, который был противником короля Родериха, и они договорились о совместных действиях против вестготов. Весной 711 года Муса направил в Испанию небольшой отряд под командованием берберского военачальника Тарика ибн Зияда. Ему удалось нанести поражение вестготам в битве при Гвадалете и продвинуться далеко вглубь страны, захватив города Кордова, Малага, Толедо и другие.
В июне 712 года Муса сам выступил в поход на Испанию, опасаясь чрезмерного усиления и самостоятельности добившегося больших успехов Тарика ибн Зияда. Наместником в Ифрикии он оставил своего сына Абдаллаха ибн Мусу. Войско Мусы (18 тыс. чел.) осадило Севилью, которая в течение 3-х месяцев отбивала атаки мусульман. Затем войско Мусы двинулось на Северо-Запад для захвата Лузитании и осадило её столицу Мериду. Здесь мусульмане встретили ожесточённое сопротивление и захватили город с помощью хитрости после 5 месяцев осады. Затем Муса остался покорять города Лузитании, отправив часть войск во главе со своим сыном Абд аль-Азизом для подавления восстаний в Севилье и умиротворения южной Испании, где сопротивление мусульманам возглавил герцог Мурсии Теодемир.
После взятия ряда городов Муса направился в Толедо, где встретился с Тариком ибн Зиядом. Вместе они продолжили завоевание северной части страны. На северо-востоке сопротивление мусульманам оказывал провозглашённый вестготами королём Агила II. Туда двинулся Муса и без боя овладел Сарагосой. Вестготы старались укрепиться в Септимании. Далее арабское войско двинулось на земли басков и галисийцев, покорили Наварру, но на северо-востоке не добились значительных успехов.

### Опала и смерть
В это время халиф аль-Валид I неоднократно требовал Мусу ибн Нусайра лично прибыть к нему в Дамаск, чтобы доложить о ходе завоевания Испании. Но Муса ослушался приказов халифа, чем вызвал его недовольство. В сентябре 714 года Муса ибн Нусайр и Тарик ибн Зияд, захватив казну вестготских королей, отплыли в Ифрикию, а затем в Дамаск. Наместником в Испании Муса оставил сына Абд аль-Азиза. В это время халиф аль-Валид заболел и в начале 715 года скончался, а власть перешла к его брату Сулейману, который был крайне негативно настроен к Мусе ибн Нусайру. Новый халиф запретил въезд Мусы с караваном испанских трофеев в Дамаск, но Муса ослушался. Затем халиф конфисковал всё привезённое имущество, а Мусу разжаловал и подверг опале. Муса остался при дворе халифа и вскоре скончался во время хаджа.
Сын Мусы Абд аль-Азиз, женившийся на вдове короля Родериха Эгилоне, недолго правил в Андалусии, будучи убит людьми из своего окружения в 716 году. Другой сын Мусы наместник в Ифрикии Абдаллах около 715 был казнён по приказу халифа.